# محمدعلی سعدایی
محمدعلی سعدایی جهرمی (زاده ۱۳۳۴ شیراز -  درگذشت ۲۴ مهر ۱۳۸۷ تهران) نماینده جهرم در مجلس ششم و عضو کمیسیون کشاورزی آب و منابع طبیعی و نایب‌رئیس فراکسیون مشارکت در مجلس، عضو شورای مرکزی و هیئت اجرایی جبهه مشارکت ایران اسلامی بود.
از دیگر سمت‌های وی اولین رئیس شورای مرکزی جهادسازندگی جهرم، جانشینی جهاد سازندگی فارس، مدیریت طرح و برنامه جهاد سازندگی فارس، عضویت در شورای مرکزی جهاد سازندگی عشایر فارس، معاونت سیاسی امنیتی استانداری و سرپرست استانداری بوشهر در دولت اکبر هاشمی رفسنجانی، معاونت عمرانی استانداری کرمانشاه و معاونت سیاسی امنیتی استانداری فارس بوده‌است.

وی در مجلس ششم نایب رئیس فراکسیون مشاکرت مجلس بود و فعالیت چشمگیری در جریان تحصن نمایندگان مجلس ششم در اعتراض به رد صلاحیت گسترده انتخابات مجلس هفتم توسط شورای نگهبان داشت و در سال های بعد نیز از آن اقدام دفاع کرد.
محمدعلی سعدایی در ظهر ۲۴ مهرماه سال۸۷ در یکی از خیابان‌های تهران به علت سکته قلبی درگذشت.
در پی درگذشت وی سیدمحمد خاتمی و علی لاریجانی رییس پیشین مجلس و برخی چهره‌های سیاسی پیام تسلیت دادند و مردم جهرم برای قدرشناسی از وی در مراسم خاکسپاریش در قبرستان فردوس جهرم شرکت کردند.